# Voivodeni
Voor het gelijknamig dorp in district Arad, zie: Bârsa. Voor het gelijknamig dorp in district Brașov, zie: Voila. Voor het gelijknamig dorp in district Sălaj, zie: Dragu.
Voivodeni (Hongaars: Vajdaszentivány) is een comună in het district Mureș, Transsylvanië, Roemenië. De gemeente omvat naast het dorp Voivodeni ook het dorp Toldal. 

## Geschiedenis
Het maakte deel uit van de regio Szeklerland in de historische provincie Transsylvanië. Tot in 1918 behoorde het tot het Maros Torda Comitaat van Koninkrijk Hongarije. Het werd een deel van Roemenië na het Verdrag van Trianon uit 1920.
De gemeente ligt op de taalgrens, ten noordwesten spreekt men Roemeens, in Voivodeni en ten zuidoosten daarvan Hongaars.

## Demografie
De comună heeft een (Szeklers-)Hongaarse bevolkingsmeerderheid. Volgens de volkstelling van 2011 had het 1.721 inwoners, waarvan 1.059 (61,5%) zichzelf aangaf als Hongaar.

## Galerij

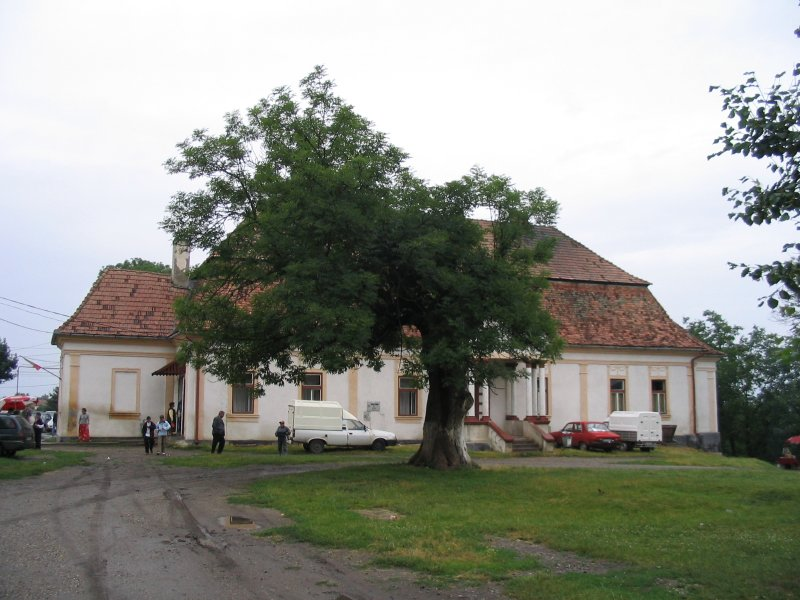
Het Zichykasteel